# Verso l'arcobaleno
Verso l'arcobaleno è un film muto italiano del 1916 diretto da Eugenio Perego.